# رالی شیلی ۲۰۲۳
رالی شیلی ۲۰۲۳ (همچنین به عنوان رالی شیلی بیوبیو ۲۰۲۳ شناخته می‌شود) یک رویداد اتومبیل رانی برای خودروهای رالی بود که از ۲۸ سپتامبر تا ۱ اکتبر ۲۰۲۳ در شیلی برگزار شد. این دومین دوره رالی شیلی بود و یازدهمین دور از رالی قهرمانی جهان ۲۰۲۳، مسابقات رالی قهرمانی جهان ۲ و مسابقات رالی قهرمانی جهان ۳ بود. این رویداد در کنسپسیون، شیلی در منطقه بیوبیو با بیش از ۱۶ مرحله ویژه با مسافت رقابتی ۳۲۱٫۰۶ کیلومتر (۱۹۹٫۵۰ مایل) برگزار شد.